# ألفية 4 ق.م
شهدت الألفية الرابعة قبل الميلاد (4000 ق.م - 3001 ق.م) تغييرات كبيرة في ثقافة الإنسان تمثلت بداية العصر البرونزي وبداية عصر الكتابة. في هذه الألفية، تم إنشاء مدينة سومر وبدأت مملكة مصر تنمو في المساحة، وبدأت الزراعة بالانتشار على نطاق واسع في أوراسيا. في الشرق الأدنى بدأ يعرف الانتقال التدريجي من العصر النحاسي إلى العصر البرونزي المبكر.

## الحضارات

### الحضارة السومرية

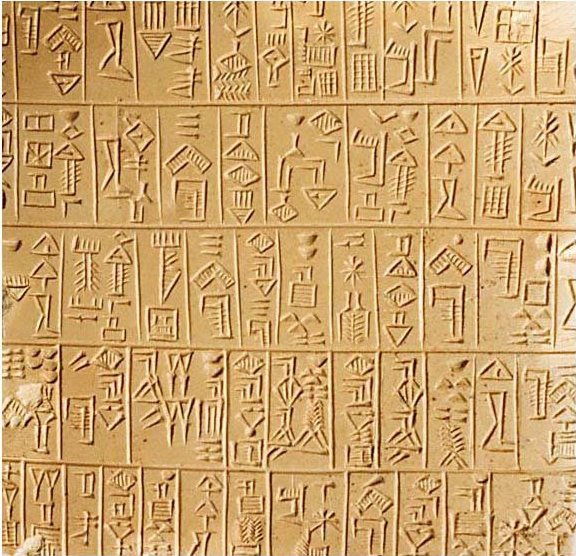
مخطوط سومري بالكتابة المسمارية

نشأت المرحلة الأولى من الثقافة السومرية حوالي 4000 قبل الميلاد، كأقدم حضارة في منطقة بلاد ما بين النهرين، فيما يعرف الآن بالعراق. وسمي السومريون على اسم مدينة سومر القديمة التي كانت على بعد أميال قليلة جنوب مدينة الكوت الحديثة شرقي العراق. ويسمي علماء الآثار المرحلة السومرية الأولى بفترة أوروك، بعد مدينة أوروك القديمة التي تقع على بعد حوالي 50 ميلا (80 كيلومترا) إلى الجنوب الغربي، حيث تم العثور على العديد من القطع الأثرية السومرية الأقدم.
لكن الأدلة التي كشف عنها في العقود القليلة الماضية تشير إلى أن السومريين لديهم عدد قليل من المتنافسين، بما في ذلك مصر القديمة، ويمكن القول إن تعريف ما يجعل الحضارة غامض، ولكن بشكل عام، يجب أن تحقق الثقافة العديد من السمات المميزة، لا سيما التمدن - أي المدن - الري والكتابة؛ وكان لدى السومريين الثلاثة. وبعد حوالي عام 2000 قبل الميلاد، قادت الحضارة السومرية مباشرة إلى الحضارة البابلية في بلاد ما بين النهرين، والتي يُنسب إليها اكتشاف الحقائق الرياضية مثل علم المثلثات والأرقام الأولية والمربعة والمكعبية - وهي مفاهيم طورها الإغريق القدامى بعد أكثر من 1000 عام. وربما يكون السومريون اخترعوا أسس الدين أيضا من خلال بناء معابد شاهقة تسمى الزقورات في مدنهم وإنشاء طوائف كهنوتية مكرسة لعبادة آلهة معينة، وفقا للمؤرخ الأمريكي صموئيل نوح كرامر. ويعتمد أي إله كان الأعظم في البانتيون السومري الواسع على المكان والزمان: إله السماء آنو، على سبيل المثال، كان شائعا في أوروك المبكرة، بينما كان إله العاصفة إنليل يُعبد في سومر.
وقال فيليب جونز، المنسق المشارك وأمين المجموعات في القسم البابلي من متحف بن فيلادلفيا لـ "لايف ساينس" إن عقودا من الحرب والاضطرابات في العراق تعني أن علماء الآثار لم يتمكنوا من الوصول إلى العديد من مواقع بلاد ما بين النهرين، لكن علماء المصريات واصلوا الحفر. والنتيجة هي أن علماء الآثار في مصر اكتشفوا الآن كتابات في وقت مبكر مثل الكتابات الأولى من سومر، ما يشير إلى أن أقدم مرحلة من الحضارة المصرية القديمة ظهرت في نفس الوقت تقريبا مثل المرحلة الأولى من الحضارة السومرية: حوالي 4000 قبل الميلاد.ولا يزال هناك احتمال آخر يتمثل في حضارة وادي السند، التي نشأت في أجزاء مما يُعرف الآن بأفغانستان وباكستان وشمال غرب الهند، ويعود تاريخها إلى ما لا يقل عن 3300 قبل الميلاد، وفقا لأقدم القطع الأثرية التي تم العثور عليها هناك. وقال جونز "ربما نجد أشياء مبكرة جدا في وادي السند. لن أتفاجأ إذا اكتشفنا شيئا كان في وقت مبكر جدا".

### الحضارة المصرية القديمة
مصر القديمة هي حضارة قديمة في الشمال الشرقي لأفريقيا وقد تركزت الحضارة المصرية القديمة (1) على ضفاف نهر النيل فيما يعرف الآن بجمهورية مصر العربية. اتبعت الحضارة المصرية القديمة عصر ما قبل التاريخ واندمجت حوالي عام 3100 قبل الميلاد (وفقًا للتسلسل الزمني المصري التقليدي)  مع التوحيد السياسي لمصر العليا والسفلى تحت حكم مينا (يدعى أيضا نعرمر). حدث تاريخ مصر القديمة كسلسلة من الممالك المستقرة، مفصولة بفترات من عدم الاستقرار النسبي المعروفة باسم الفترات الوسيطة: المملكة القديمة من العصر البرونزي المبكر، المملكة الوسطى من العصر البرونزي الوسيط والمملكة الحديثة في العصر البرونزي المتأخر.
بدأت حضارة النقادة في التوسع على طول النيل بنحو 4000 ق.م في وقت مبكر أثناء حضارة النقادة، استورد المصريون القدماء حجر السج من إثيوبيا، الذي استخدم في نقل الريش بالإضافة لأشياءً أخرى. على مدى فترة حوالي 1000 سنة، تطورت حضارة النقادة من مجتمعات زراعية صغيرة إلى حضارة قوية كان لقادتها السيطرة الكاملة على الناس والموارد في وادي النيل. وسعى قادة النقادة على بسط سيطرتهم على مصر شمالاً على طول نهر النيل بتأسيس مراكز قوة في هيراكونپوليس ثم في أبيدوس. وتاجروا مع النوبة في الجنوب، وواحات الصحراء الغربية في الغرب، وثقافات شرق البحر المتوسط في الشرق.

### حضارة وادي السند
ترجع حضارة وادي السند إلى العصر البرونزي في المناطق الشمالية الغربية من جنوب آسيا، واستمر وجودها منذ عام 3300 قبل الميلاد وحتى عام 1300 قبل الميلاد، وبلغت تمام نموها في الفترة بين عام 2600 قبل الميلاد وحتى عام 1900 قبل الميلاد. كانت حضارة وادي السند، بجانب حضارة مصر القديمة وحضارة بلاد الرافدين، واحدة من ثلاث حضارات مبكرة في الشرق الأدنى وجنوب آسيا، وواحدة من الحضارات الثلاث الأكثر انتشارًا، إذ امتد موقعها من شمال شرق أفغانستان، مرورًا بمساحة كبيرة من باكستان، وحتى غرب وشمال غرب الهند. ازدهرت حضارة وادي السند في أحواض نهر السند، الذي يجري ماؤه بامتداد باكستان، وعلى طول شبكة من الأنهار المعمرة، التي تغذيها في أغلب الأحوال الرياح الموسمية، والتي كانت تجري ذات يوم بالقرب من نهر غاغار هاكرا الموسمي في شمال غرب الهند وشرق باكستان.

## الأحداث

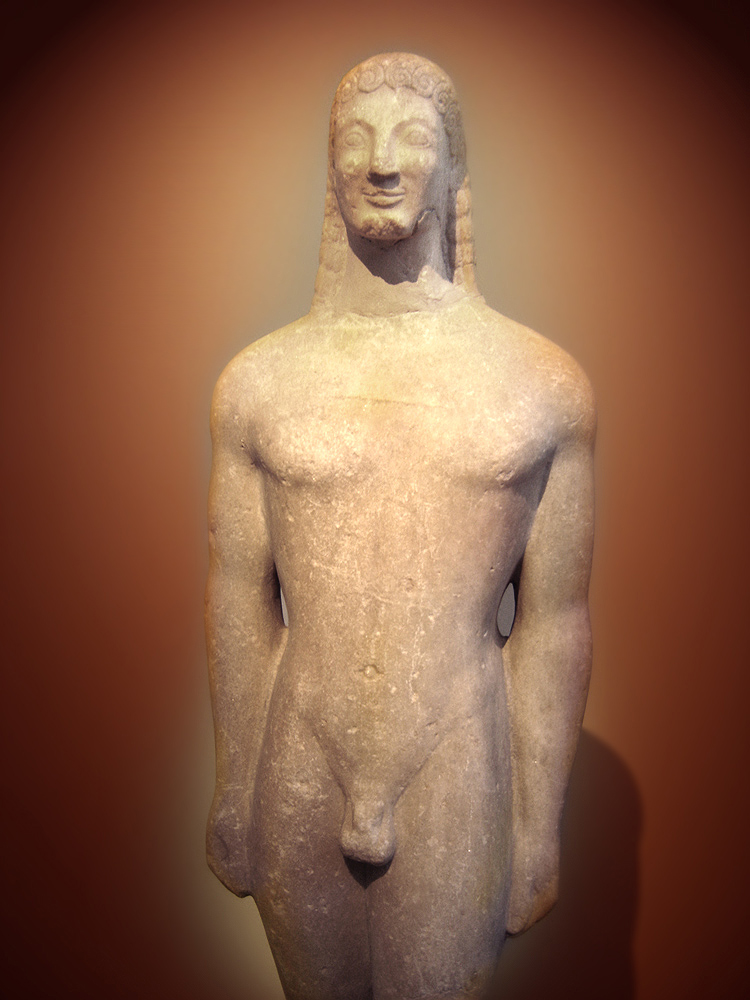
تمثال لكوروس في المتحف اليوناني

- في هذه الفترة شهدت بلاد الرافدين مع الهيمنة السومرية الناشئة تطوير نوع الكتابة «بروتو - المسمارية» والنظام الستيني الرياضياتي، وعلم الفلك وعلم التنجيم، والقانون المدني، والهيدرولوجيا المعقدة، والمراكب الشراعية، وعجلة الخزاف، والعجلة، والمشغولات النحاسية العائدة إلى العصر البرونزي المبكر.
- في عام 4000 قبل الميلاد نزوح الكنعانيين من شبه الجزيرة العربية الى فلسطين (أرض كنعان).[8]
- العيلامية البدائية من 3200 قبل الميلاد.
- في عصر الأسر المبكرة حوالي 3150 ق.م، بسط أول فرعون سيطرته على مصر السفلى عن طريق إنشاء عاصمة في ممفيس، التي أمكن من خلالها السيطرة على القوة العاملة والزراعة في منطقة الدلتا الخصبة.[9]

## الاختراعات، الاكتشافات والإنتاجات

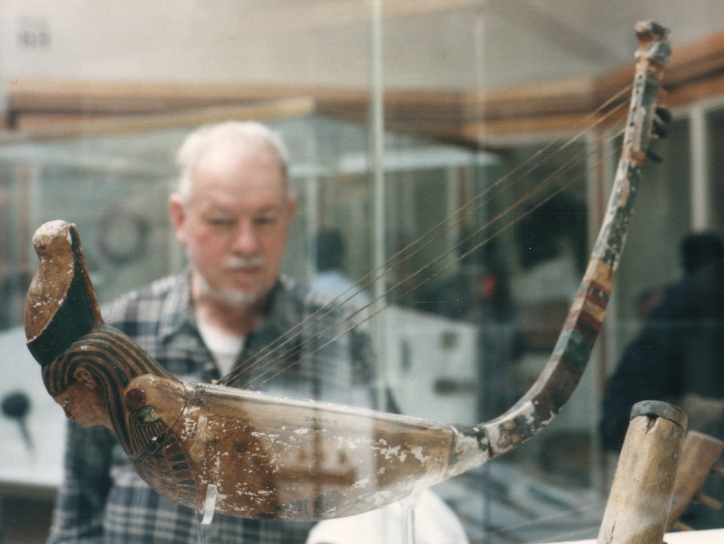
قيثار مصري قديم معروض في المتحف البريطاني

- حوالي 4000 قبل الميلاد تم اختراع دولاب تصنيع الخزف في سومر.[10]
- حوالي 4000 قبل الميلاد أصبحت شوشان مركزاً لإنتاج الفخار.
- حوالي 3500 ق.م. تم اختراع المحراث في الشرق الأدنى.[11]
- حوالي 3300 قبل الميلاد، تشير الأدلة الأثرية إلى أن التحول من النحاس إلى البرونز.
- حوالي 3228 قبل الميلاد، ولادة الإله الهندوسي كريشنا في ماثورا بحسب الأبحاث الفلكية.
- حوالي 3100 قبل الميلاد، صعود الحضارة المينوسية.
- أصبحت المركبات ذات العجلات تظهر خارج بلاد ما بين النهرين، بعد أن انتشرت شمال القوقاز ثم اتجهت نحو أوروبا.